# Sete maravilhas de origem portuguesa no mundo

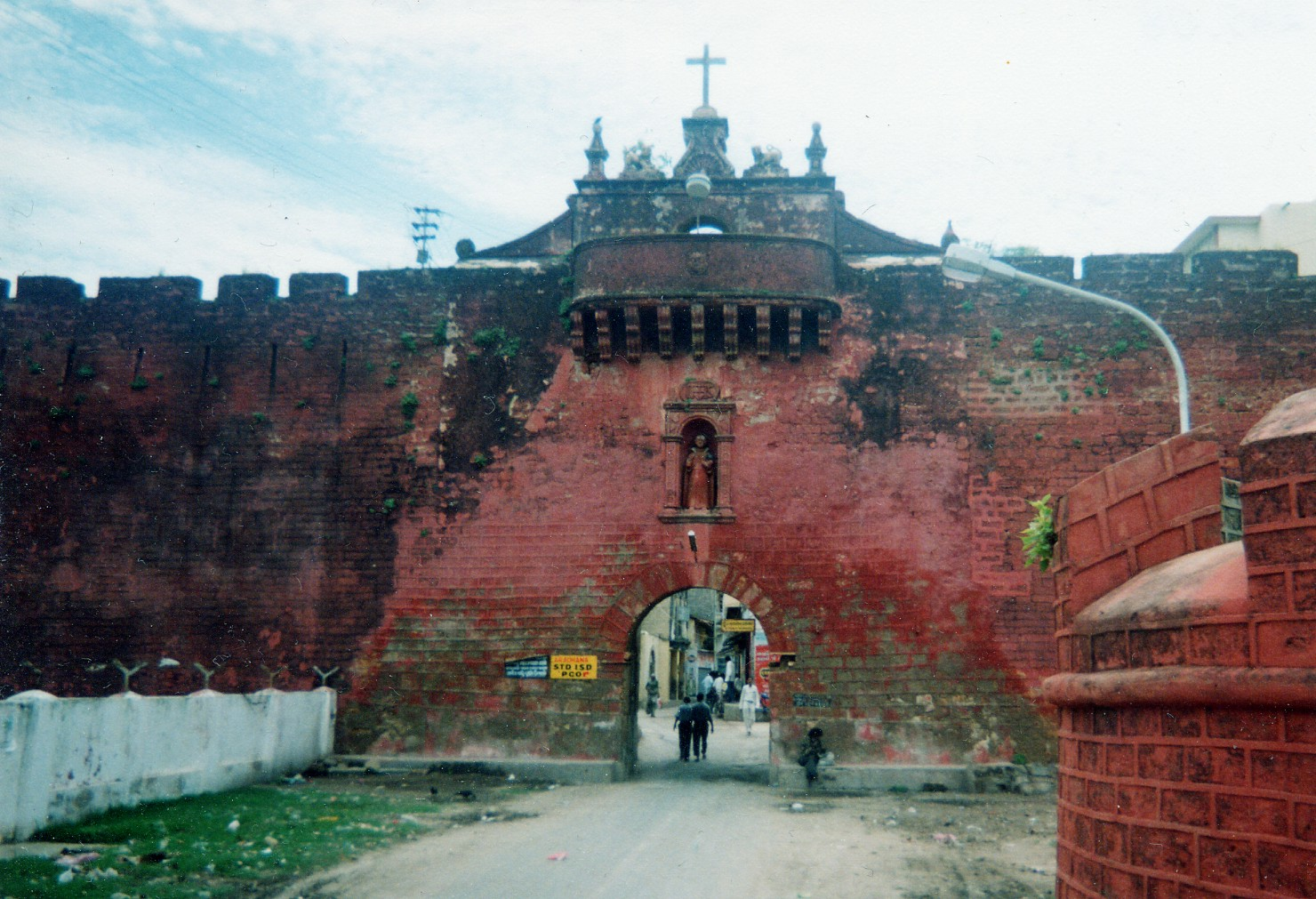
Fortaleza de Diu (1535-1536), portão de armas, Guzerate, Índia

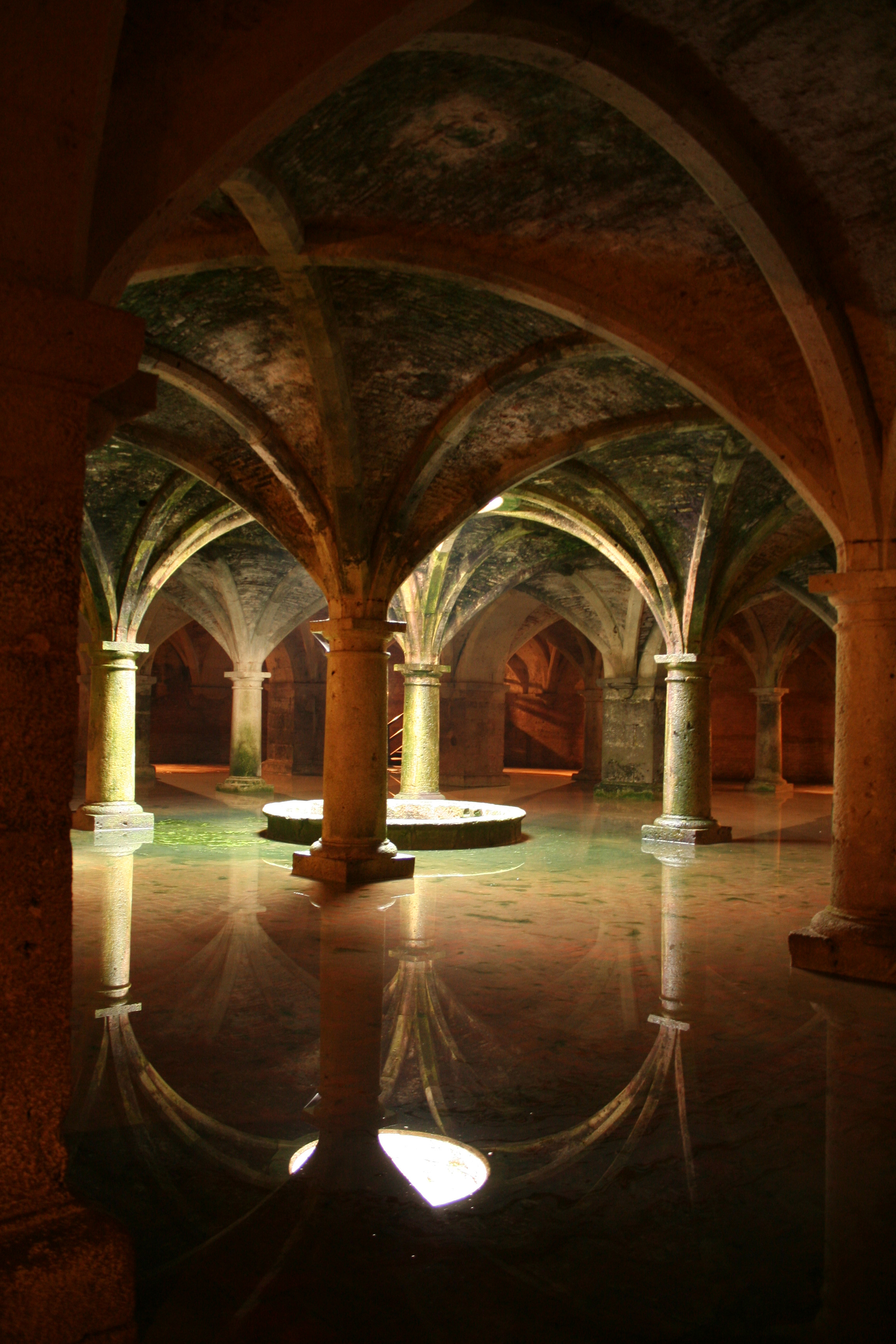
Cisterna Manuelina da Fortaleza de Mazagão (1513-1541), Marrocos

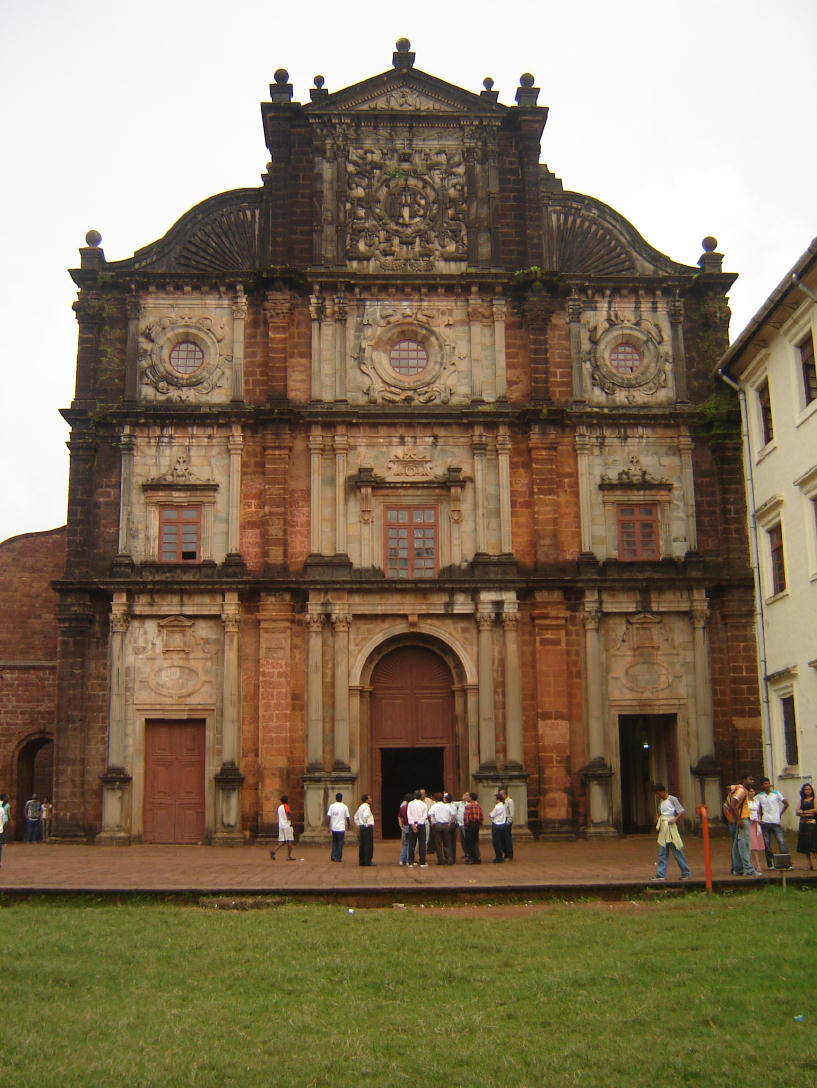
Basílica do Bom Jesus (1594-1605), Goa Velha, Índia

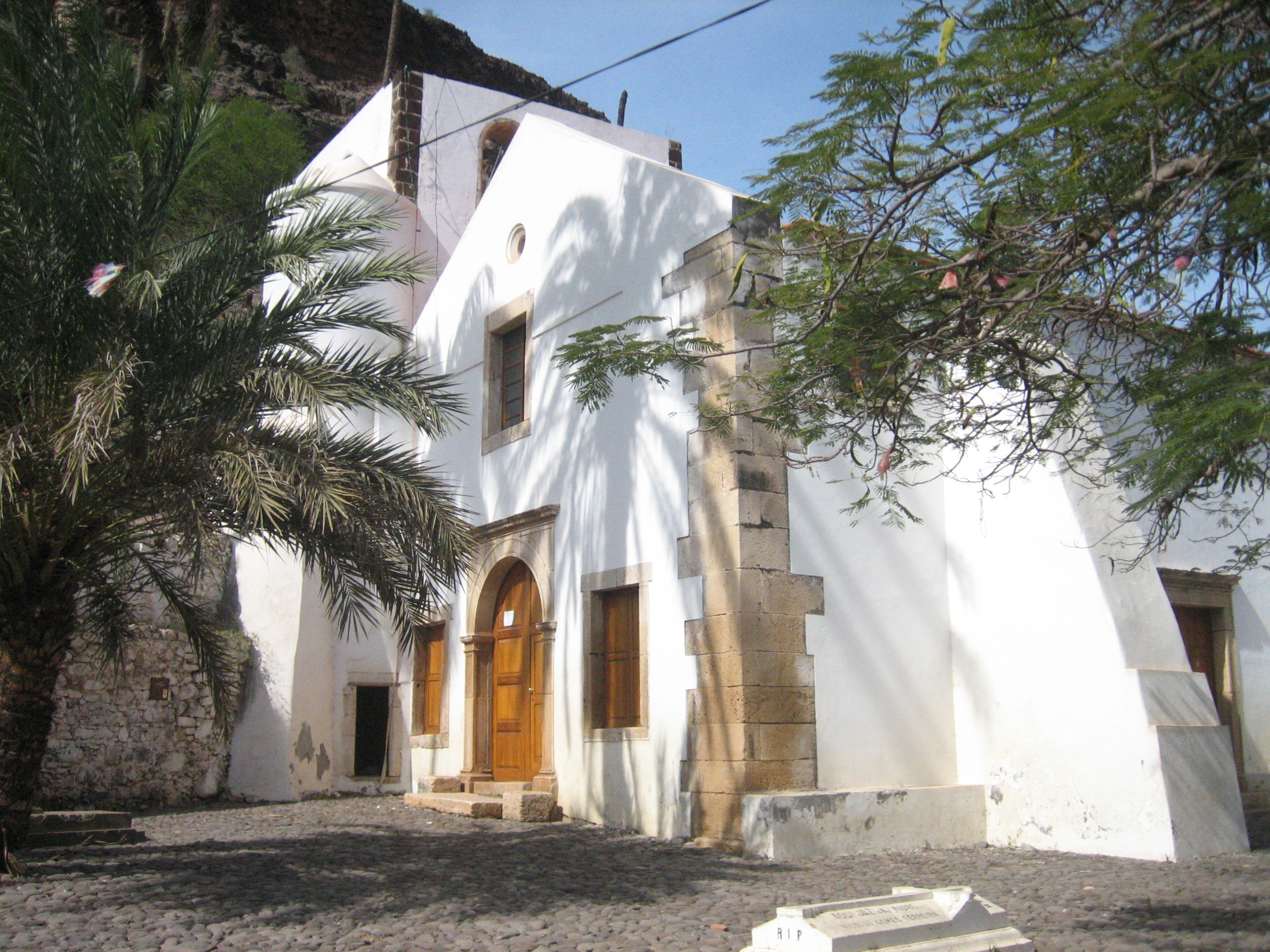
Cidade Velha, Igreja Nossa Senhora do Rosário (1495), Cabo Verde

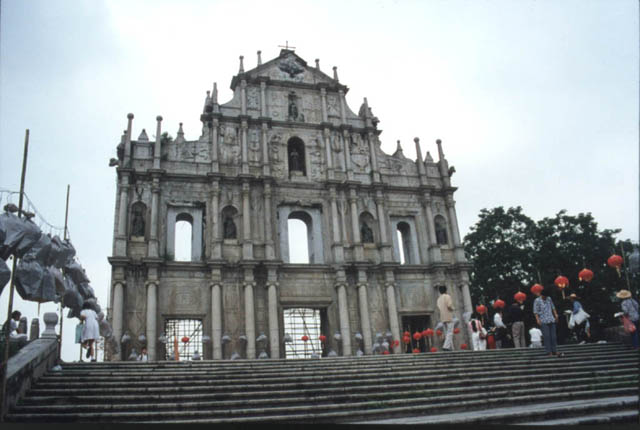
Igreja de São Paulo (1565-1594), Macau, China

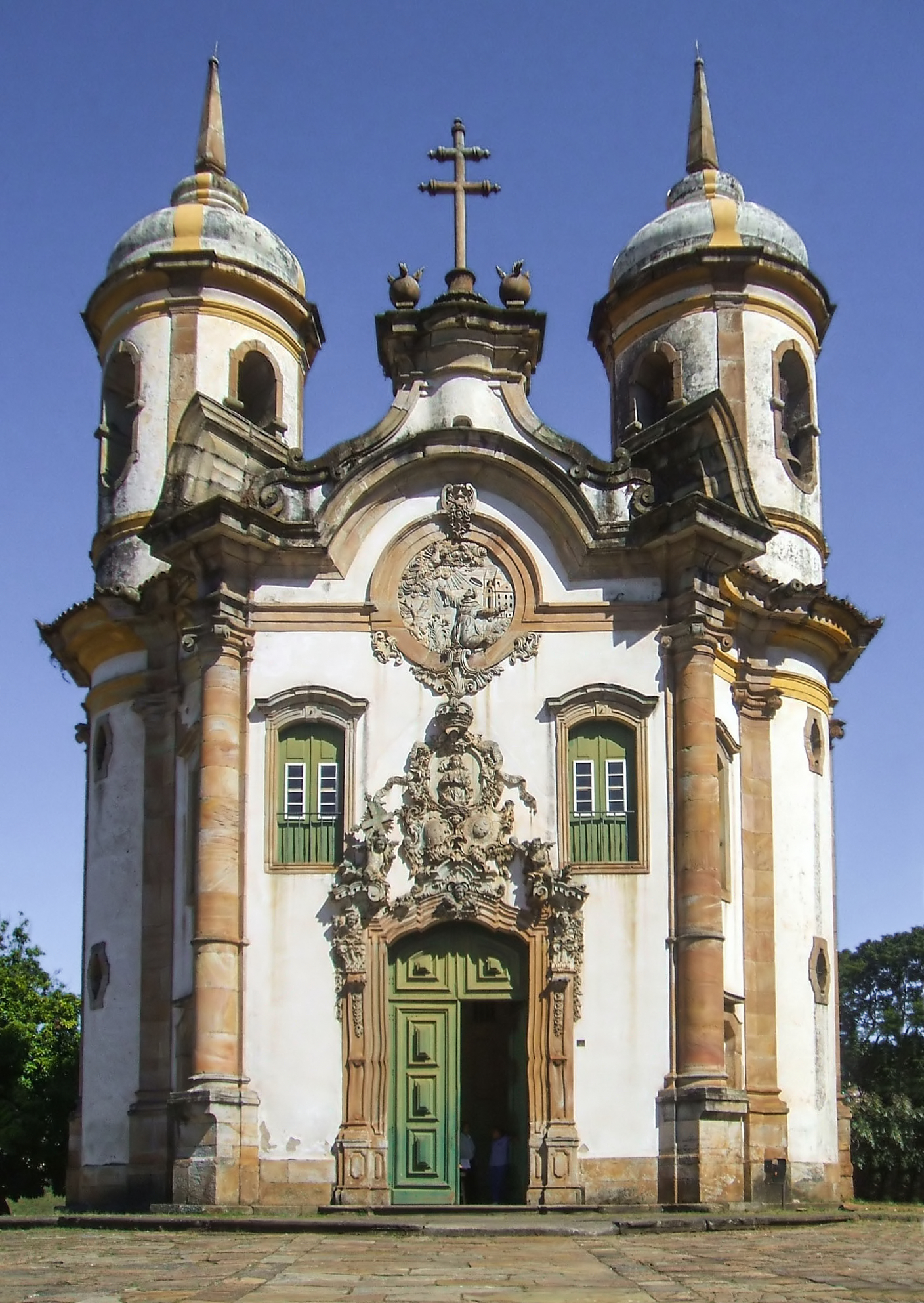
Igreja de São Francisco de Assis (1788), Ouro Preto, Brasil

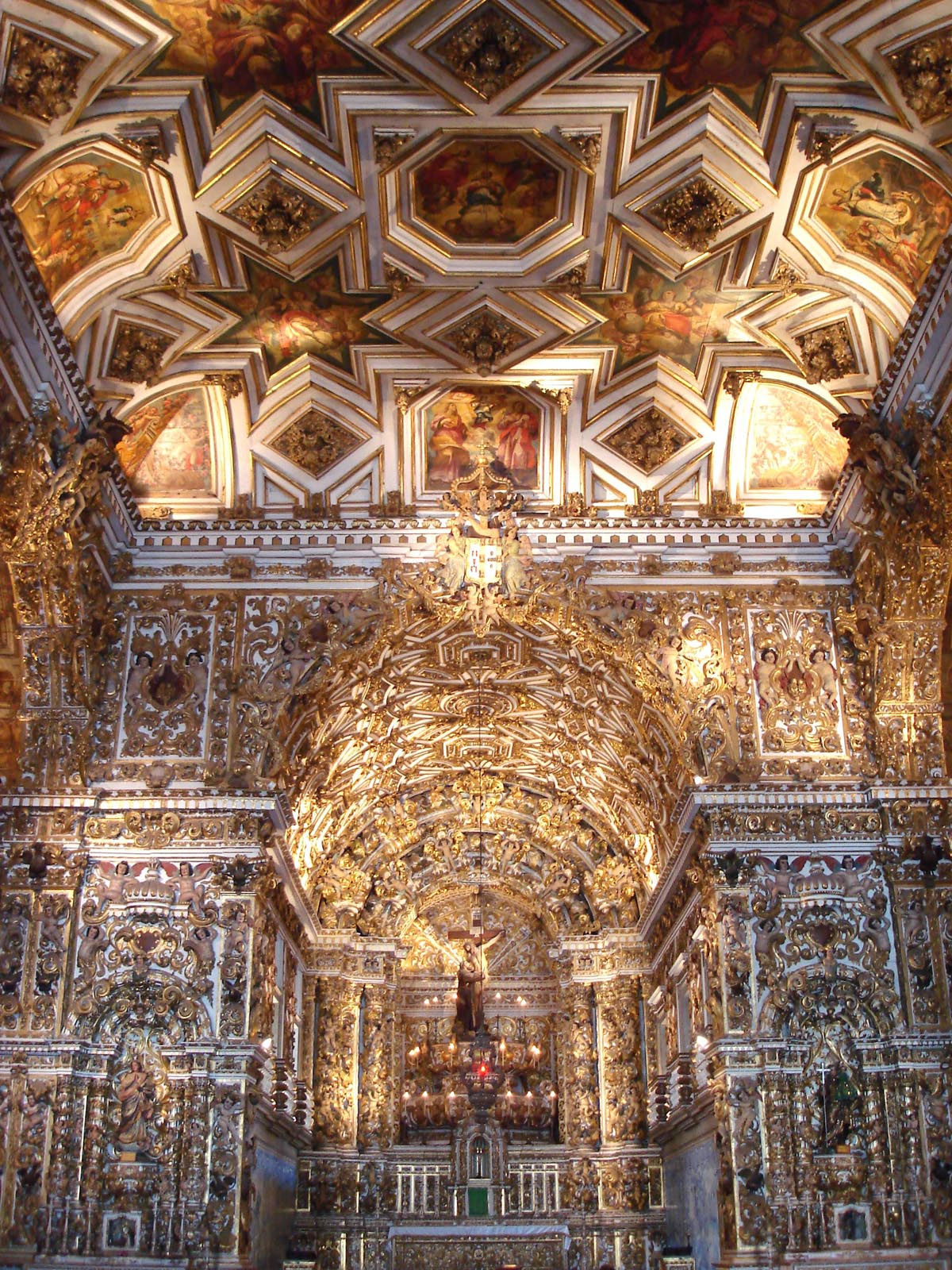
Convento de São Francisco e Ordem Primeira (1713), Salvador, Brasil

Sete maravilhas de origem portuguesa no mundo é uma lista de construções edificadas por Portugal em outras partes do mundo, com o apoio do IPPAR e dos Ministérios da Educação e da Cultura de Portugal, e que se segue às escolhas das Novas Sete Maravilhas do Mundo e das Sete Maravilhas de Portugal feitas em 2007. O comissário da organização do evento foi o ex-comissário europeu António Vitorino.
O objectivo do concurso foi divulgar o legado patrimonial da Expansão Portuguesa no Mundo, através de uma pré-seleção de 27 obras representativas distribuídas por três continentes, que foram apresentadas para votação pública em Portugal. À altura do concurso, 22 destes monumentos estavam classificados como Património Mundial pela UNESCO. O anúncio dos monumentos mais votados no site www.7maravilhas.pt teve lugar em 10 de junho de 2009.

## Monumentos candidatos
| País       | Local                     | Monumento                                                                     |
| ---------- | ------------------------- | ----------------------------------------------------------------------------- |
| Irão       | Ormuz                     | Fortaleza de Ormuz                                                            |
| Malásia    | Malaca                    | Centro Histórico de Malaca                                                    |
| Omã        | Mascate                   | Fortaleza de Mascate                                                          |
| Angola     | Luanda                    | Convento do Carmo                                                             |
| Cabo Verde | Santiago                  | Cidade Velha de Santiago                                                      |
| Etiópia    | Margem norte do lago Tana | Gorgora Nova                                                                  |
| Gana       | São Jorge da Mina         | Castelo de São Jorge da Mina                                                  |
| Marrocos   | Mazagão                   | Cidade Fortificada de Mazagão                                                 |
| Marrocos   | Safim                     | Fortaleza de Safim                                                            |
| Moçambique | -                         | Ilha de Moçambique                                                            |
| Quênia     | Mombaça                   | Fortaleza de Jesus de Mombaça                                                 |
| Tanzânia   | Quíloa                    | Fortaleza de Quíloa                                                           |
| Brasil     | Recife                    | Convento de Santo Antônio e Capela Dourada da Ordem Terceira de São Francisco |
| Brasil     | Salvador                  | Convento de São Francisco e Ordem Terceira                                    |
| Brasil     | Costa Marques             | Forte do Príncipe da Beira                                                    |
| Brasil     | Olinda                    | Basílica e Mosteiro de São Bento                                              |
| Brasil     | Rio de Janeiro            | Mosteiro de São Bento                                                         |
| Brasil     | Congonhas                 | Santuário de Congonhas do Campo                                               |
| Brasil     | Ouro Preto                | Igreja de São Francisco de Assis                                              |
| Uruguai    | Colónia do Sacramento     | Colónia do Sacramento                                                         |
| Bahrein    | -                         | Forte de Barém                                                                |
| R.P.China  | Macau                     | Igreja de São Paulo                                                           |
| Índia      | Goa                       | Basílica do Bom Jesus de Goa                                                  |
| Índia      | Goa                       | Sé Catedral de Goa                                                            |
| Índia      | Baçaim                    | Fortaleza de São Sebastião de Baçaim                                          |
| Índia      | Diu                       | Fortaleza de Diu                                                              |

## Monumentos vencedores
- Fortaleza de Diu (Índia)
- Fortaleza de Mazagão (Marrocos)
- Basílica do Bom Jesus de Goa (Índia)
- Cidade Velha de Santiago (Cabo Verde)
- Igreja de São Paulo (Macau)
- Igreja de São Francisco de Assis (Ouro Preto, Brasil)
- Convento de São Francisco e Ordem Terceira (Salvador, Brasil)